# Свято човнів-драконів

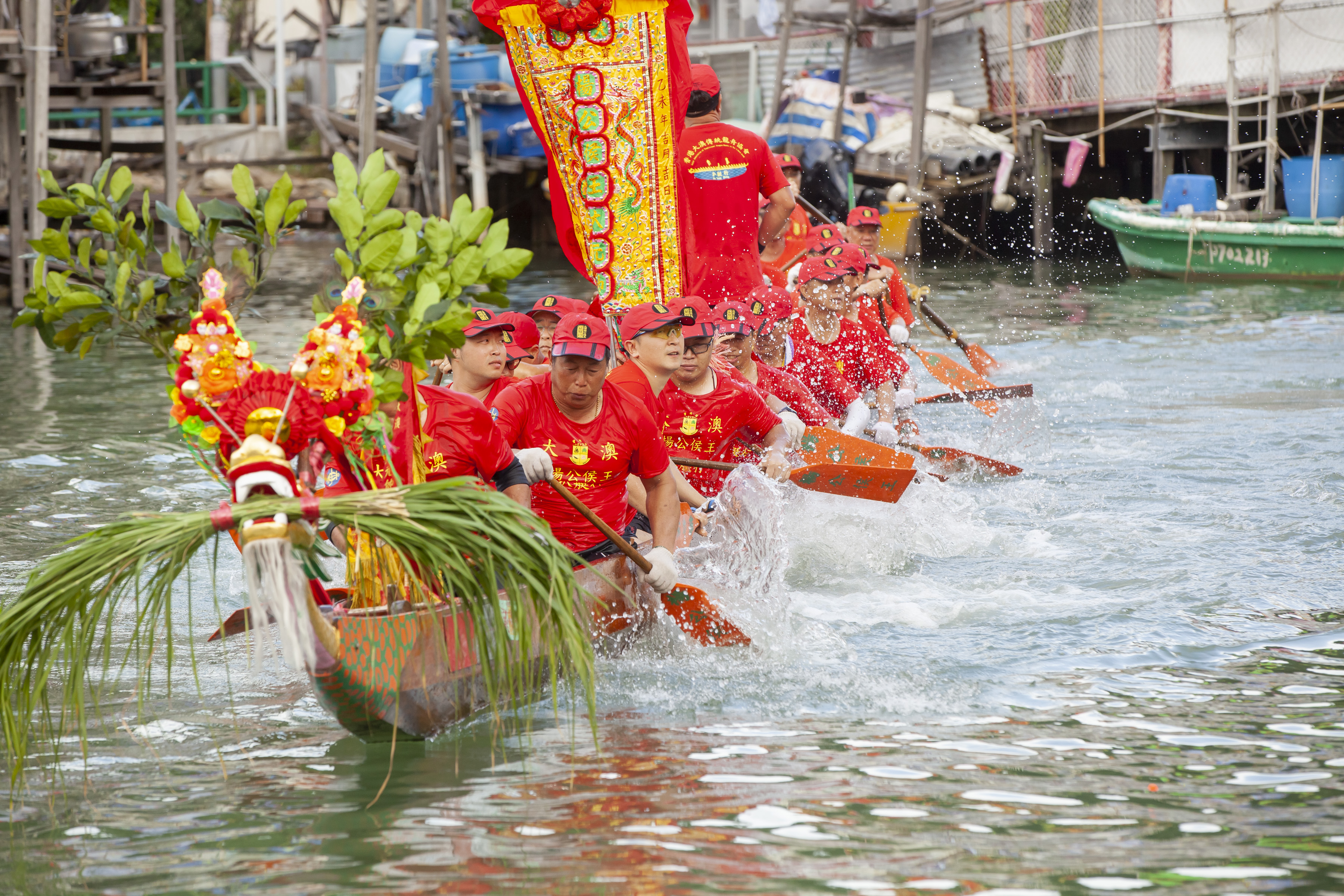
Змагання на човнах-драконах

Свя́то човні́в-драко́нів (кит.: 端午节, піньінь: Duānwǔ jié) або Дуань-у кит.: 端午) одне з трьох, поряд із Китайським новим роком та святом Цінмін, найважливіших традиційних свят Китаю. Цей день також називають святом подвійної п'ятірки, святом Дуань-ян, Днем поета та Святом початку літа. Свято відзначається в п'ятий день п'ятого місяця за місячним календарем.

## Походження свята

Цюй Юань

Найбільш поширеною є думка, що поява цього свята пов'язана з пам'яттю про китайського поета-патріота Цюй Юаня. Цюй Юань жив у царстві Чу в епоху Воюючих царств (V—III ст. до н. е.). Багато разів звертався він до чуського царя з пропозиціями про реформи, спрямованих проти політичної деградації, занепаду та корупції. Але цар, який спочатку наблизив поета, повірив доносам сановників, які навмисне обмовили Цюй Юаня, вислав Цюй Юаня зі столиці. У 278 році до н. е. війська царства Цінь захопили столицю царства Чу. Цюй Юань, дізнавшись про такий кінець царства, не витримав цього і п'ятого числа п'ятого місяця покінчив із собою, кинувшись у річку. Згідно з переказами, дізнавшись про його смерть, нажахані китайці на човнах шукали тіло поета в річці, але безрезультатно. Щороку в день загибелі поета, вшановуючи його пам'ять, китайці стали влаштовувати на річках перегони човнів, зроблених у вигляді драконів. Тому цей фестиваль і має ще одну назву — Фестиваль човнів-драконів (англ. Dragon Boat Festival)

## Проведення свята

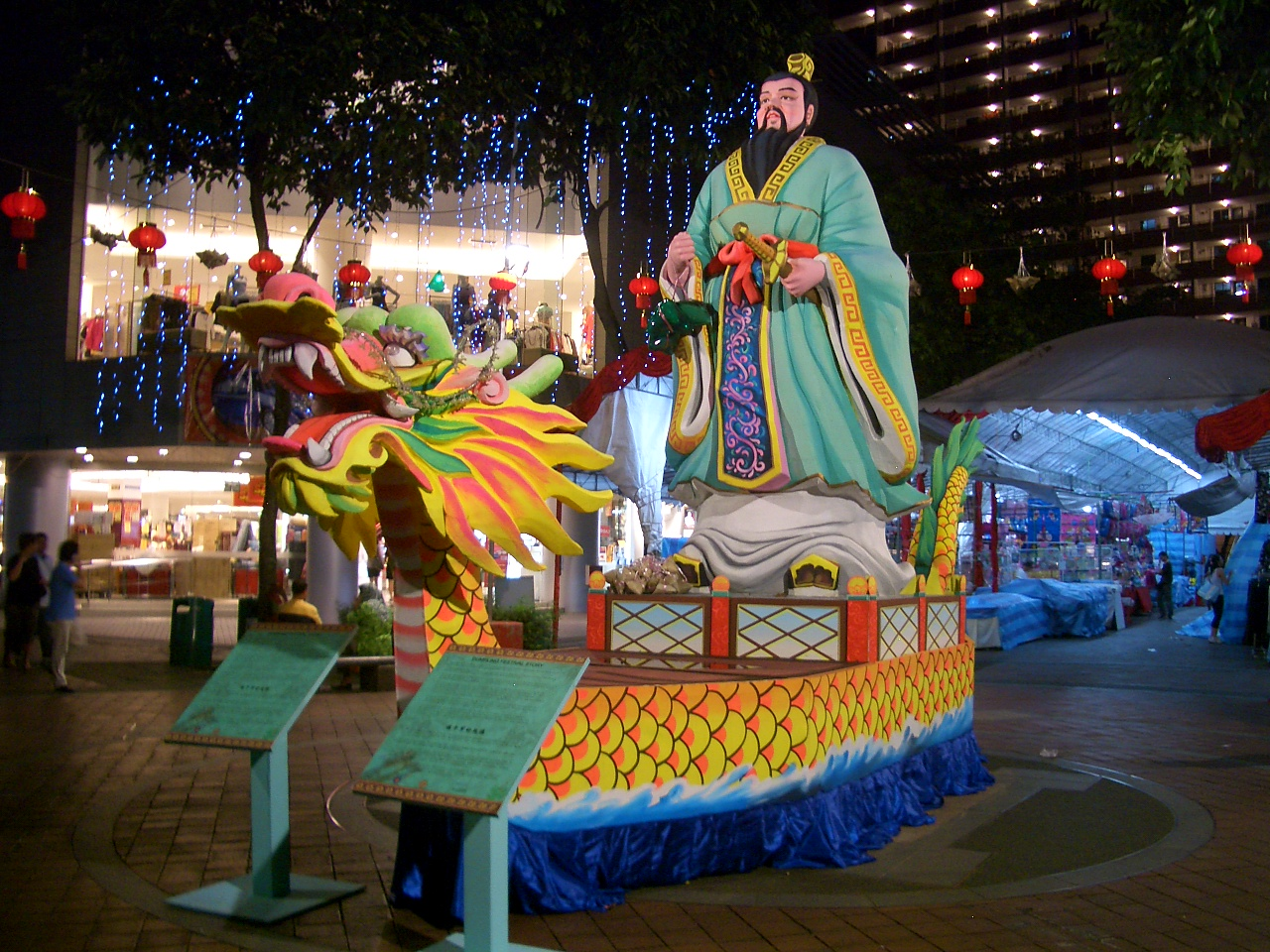
Незгасаючу популярність Цюй Юаня можна побачити в зображенні його в човні дракона, на одній з центральних вулиць Сінгапуру. Ескіз для фестивалю човнів-драконів

Щороку в день загибелі поета, вшановуючи його пам'ять, китайці стали влаштовувати на річках перегони човнів, зроблених у вигляді драконів. Тому цей фестиваль і має ще одну назву — Фестиваль човнів-драконів (англ. Dragon Boat Festival).
Свято розпочинається зі стартового сигналу, і веслярі під барабанний бій злагоджено управляють дерев'яними турами у формі драконів, пливучи у напрямку до буйка. Гонки на драконівських човнах в Китаї в даний час — це водний вид спорту, який поєднує давні традиції і сучасний спортивний дух. Змагання на драконівських човнах отримали офіційний статус національного виду спорту в 1980 році. Кожен рік проходять перегони між командами за «Кубок Цюй Юаня».

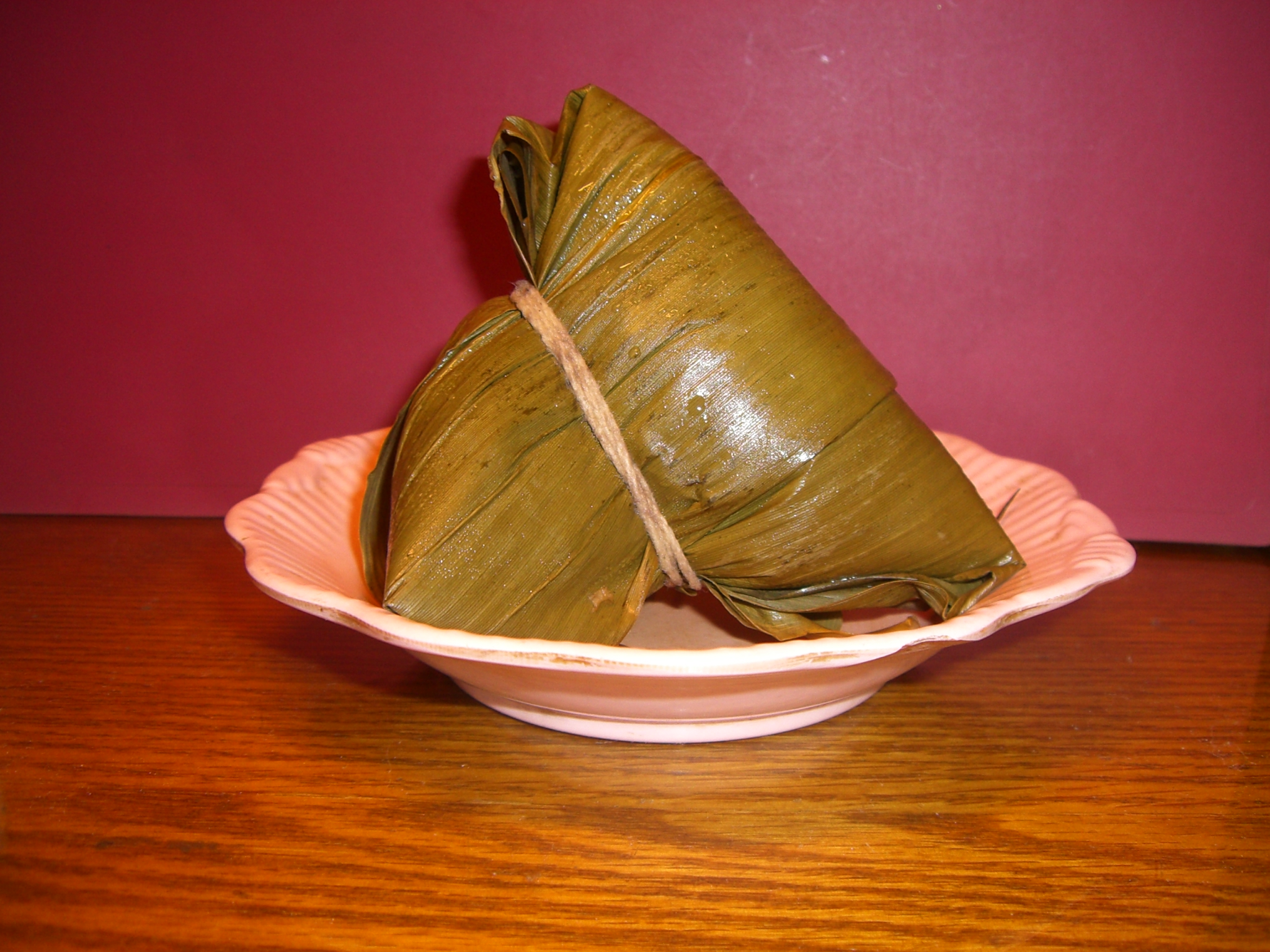
Ласощі «цзунцзи»

Крім того, що влаштовуються змагання на човнах, учасники свята кидають для Цюй Юаня в річку бамбукові колінця, наповнені вареним рисом. Але одного разу, як свідчить легенда, їм зустрівся на березі сам Цюй Юань і сказав:
|  | Весь рис, який ви даєте мені, з'їдає дракон. Загортайте рис в очеретяне листя і перев'язуйте його кольорового ниткою, тому що дракон найбільше боїться цих двох речей». Таким чином з'явилася традиційна їжа цього свята — цзунцзи (zongzi) — загорнутий у листя очерету клейкий рис з начинкою (м'ясом, фініками, пюре з квасолі, ковбасою, жовтком яйця тощо). |

Прості жителі у дні святкування Дуань-у Цзе радують один одного подарунками з оберегів із зображенням дракона, ритуальними нитяними браслетами. Дітей вчать виготовляти лук і стріли з дерева.
Нині свято Дуань-у цзе є державним вихідним днем — вихідні тривають три дні, починаючи з дня свята. Звичай перегони на драконівських човнах, приурочених Дуань-у, поширились із Гонконгу і Тайваню у США та інші країни, де також здобули статус виду спорту.